# Paphnutius costimaculus
Paphnutius costimaculus is een halfvleugelig insect uit de familie schuimcicaden (Cercopidae). De wetenschappelijke naam van deze soort is voor het eerst geldig gepubliceerd in 1934 door Metcalf & Horton.